# Dithmarscher Landeszeitung
Le Dithmarscher Landeszeitung est un journal quotidien publié à Heide (Allemagne). Le DLZ apparaît un en-tête spécifique comme en-tête à Marne (Holstein) (Marner Zeitung), à Brunsbüttel (Brunsbütteler Zeitung) et dans le reste du sud de la Dithmarse (Dithmarscher Kurier).

## Histoire
Le précurseur du DLZ es le Heider Anzeiger. Celui-ci paraît à partir du 4 janvier 1870, initialement trois fois par semaine. Le ligne éditoriale du Heider Anzeiger est initialement proche des nationaux-libéraux. Après la Première Guerre mondiale, les déclarations du journal sont clairement guidées par des valeurs conservatrices et antidémocratiques. Pendant la République de Weimar, les affinités avec le Parti populaire national allemand et le nazisme sont de plus en plus intenses.
En 1905, le Heider Zeitung est repris par le Heider Anzeiger. Le développement de la diffusion de ce journal libéral de gauche fondé par Friedrich Pauly en 1879 était auparavant inférieur à celui du Heider Anzeiger. De 1887 à 1896, le tirage est passé de 800 à 1 500 exemplaires. Le Dithmarscher Landeszeitung, publié à Meldorf à partir de 1926 avec un tirage de 3 000 exemplaires et nationaliste allemand, est également repris par le Heider Anzeiger.
Le Heider Anzeiger paraît pendant la Seconde Guerre mondiale. Après que la censure de la presse en 1948 rend impossible sa diffusion, le journal reparaît en 1949, alors sous le nom actuel de Dithmarscher Landeszeitung.

## Éditeur
Le journal est publié par Boyens Medien GmbH & Co. KG, fondée en 1869. Cette société détient des participations dans de nombreuses entreprises. Elle détient entre autres des parts dans le radiodiffuseur privé Radio Schleswig-Holstein (R.SH), dans la maison d'édition d'annuaires téléphoniques pour les télécommunications du nord (TKN) à Rostock et dans la maison d'édition Blitz dans le Mecklembourg-Poméranie occidentale.